# Кейлор Навас
Кейлор Антонио Навас Гамбоа (на испански: Keylor Antonio Navas Gamboa) е костарикански футболист, роден на 15 декември 1986 г., играещ за мексиканския УНАМ Пумас на поста вратар.
Навас се състезава и за националния отбор на Коста Рика, а своя дебют прави през 2008 година. Той е представлявал страната си на два турнира на КОНКАКАФ Голд Къп и на Световното първенство в Бразилия през 2014 г., помагайки на отбора да достигне до четвъртфиналите на турнира.

## Клубна кариера

### Ранни години
Навас прави своя професионален дебют с отбора на Саприса на 6 ноември 2005 г., в мач от първенството на Коста Рика. Той е незаменим титуляр в двата му последни сезона с клуба, с който печели седем титли като шест са от националното първенство.
През юли 2010 г., Навас подписва с испанския Албасете точно 20 години след сънародника му Луис Габело Конехо, който също играе на този пост. Той изиграва 36 мача в Сегунда дивисион от общо 42 на сезон 2010/11, но отборът му в края на сезона заема последното място в класирането и изпада в по-долната дивизия.

### Леванте
През сезон 2011/12, Навас преминава под наем в Леванте за една година. Той прави своя дебют в Примера дивисион на 13 май 2012 г. в последния кръг от сезона, при домакинската победа с 3 – 0 срещу Атлетик Билбао. С тази победа отбора му печели квота за квалификациите на Лига Европа, която е и първа в историята на клуба.. Леванте взима решение да закупи Навас за постоянно, но през първите му два сезона е резерва на Густаво Мунуа. След напускането на Мунуа през 2013 г. той става титулярен вратар на Леванте.

### Реал Мадрид
През летния трансферен прозорец Навас преминава в отбора на Реал Мадрид. На 3 август 2014 година двата клубни сайта на Леванте и Реал Мадрид съобщават официално за трансфера на играча. Навас е представен официално на Сантяго Бернабеу на 5 август, където подписва и 6-годишен договор до 2020 година, а сумата за която пристига в Мадрид е в размер на 10 млн. евро. Навас ще носи фланелка с номер 13, който стана свободен след напускането на Хесус Фернандес в посока Леванте. Навас прави своя дебют макар и неофициален в контролна среща срещу италианския Фиорентина на 16 август 2014 г. във Варшава, Полша загубен с резултат 1 – 2.
На 23 септември 2014 г. прави официален дебют с екипа на Реал Мадрид в 5-ия кръг от първенството срещу отбора на Елче, спечелен с категоричното 5 – 1 като домакини. В първия си мач за новия си отбор, Навас не успява да запази мрежата си суха след като гостите от Елче повеждат в резултата чрез дузпа още в 14-та минута на срещата. На 29 октомври прави дебют с екипа на Реал Мадрид и в турнира за Купата на краля при победата като гости с 1 – 4 над Корнея в първия мач от 1/16 финалите на турнира. Вторият си мач за първенството с белия екип изиграва на 8 ноември 2014 г. при домакинската победа над Райо Валекано с 5 – 1.
На 26 ноември 2014 г. прави дебют в Шампионската лига в предпоследен мач от груповата фаза при гостуването в Швейцария на Базел и победата на Реал Мадрид с 0:1. Две седмици по-късно на 9 декември изиграва и втория си пореден мач в Шампионската лига при домакинството срещу отбора на Лудогорец, в последен мач от груповата фаза спечелен с категоричното 4 – 0.

## Национален отбор
Навас е част от националния отбор на Коста Рика, който участва на Световното първенство на ФИФА до 17 години през 2003 г. във Финландия. Той бе повикан за първия отбор на Коста Рика за първи път през август 2006 г., за да играе приятелски мачове в Европа срещу Австрия и Швейцария, но прави официален дебют две години по-късно.
Навас участва на два турнира на КОНКАКАФ Голд Къп и е обявен за най-добър вратар през 2009 г., когато помогна на страната си да достигне до полуфиналите. Той прави дебюта си на Световното първенство по футбол на 14 юни 2014 г. в мач от груповата фаза при победата с 3 – 1 над Уругвай във Форталеза. Коста Рика се класира на първо място в своята група, което ги праща на осминафиналите на турнира.
На 29 юни 2014 г. срещат отбора на Гърция в осминафиналите, а Навас е избран за играч на мача след като прави няколко изключителни спасявания в редовното време и спасява една дузпа по време на изпълнението на наказателни удари, за да се определи победителят и по този начин отбора се класира за четвъртфиналите за първи път в своята история. Той завършва турнира с цели три от пет мача без да допусне гол, а страната му е отстранена от Холандия след изпълнение на дузпи. След края на мача е избран за играч на мача за трети път.

## Успехи

### Клубни
Саприса
- КОНКАКАФ Шампионска лига: 2005; второ място 2008
- Шампион на Коста Рика (6): 2005/06, 2006/07, 2007, 2008, 2008, 2010
- Копа УНКАФ: второ място 2007
- Световно клубно първенство: трето място 2005

 Реал Мадрид
- Примера Дивисион – (1): 2016/17
- Суперкупа на Испания – (1): 2017
- Шампионска лига (3) – 2015/16, 2016/17, 2017/18
- Суперкупа на Европа – (3): 2014, 2017
- Световно клубно първенство (4) – 2014, 2016, 2017, 2018

 Пари Сен Жермен
- Лига 1 – (3): 2019/20, 2021/22, 2023/24
- Купа на Франция – (3): 2019/20, 2020/21, 2023/24
- Купа на лигата (Франция) (1) – 2019/20
- Суперкупа на Франция – (3): 2020, 2022, 2023

### Национални
Коста Рика
- Копа центраоамерикана: 2013; второ място 2011
- UNCAF Национална купа: второ място 2009

### Индивидуални
- КОНКАКАФ Голд Къп: Най-добър вратар/Отбор на турнира 2009
- UNCAF Национална купа: най-добър играч 2009
- Примера дивисион: Играч на месец март 2014
- Най-добър вратар в Примера дивисион за сезон 2013/14
- Световно първенство, Играч на мача (3): 2014